# Якимец (посёлок)
Якимец — посёлок в Гусь-Хрустальном районе Владимирской области России, входит в состав Купреевского сельского поселения.

## География
Посёлок расположен в 2 км на запад от центра поселения деревни Купреево и в 54 км на юг от Гусь-Хрустального.

## История
Посёлок основан после Великой Отечественной войны в составе Купреевского сельсовета Гусь-Хрустального района, с 2005 года — в составе Купреевского сельского поселения.  

## Население
Уроженцем поселка является советская и российская биатлонистка и лыжница, двукратная олимпийская чемпионка по биатлону, олимпийская чемпионка по лыжным гонкам, трёхкратная чемпионка мира по лыжным гонкам, двукратная обладательница Кубка мира по биатлону Резцова, Анфиса Анатольевна.
| 2002 | 2010 | 2021 |
| ---- | ---- | ---- |
| 107  | ↘103 | ↗105 |